# Wereldbeker shorttrack 2012/2013
De Wereldbeker shorttrack 2012/2013 (officieel: ISU Short Track Speed Skating World Cup 2012-13) was een door de Internationale Schaatsunie georganiseerde shorttrackcompetitie. De cyclus begon op 19 oktober 2012 in Calgary en eindigde op 10 februari 2013 in Dresden.

## Mannen

### Kalender
| Datum                                              | Plaats   | Onderdeel       | Eerste                                                                  | Tweede                                                                         | Derde                                                                                |
| -------------------------------------------------- | -------- | --------------- | ----------------------------------------------------------------------- | ------------------------------------------------------------------------------ | ------------------------------------------------------------------------------------ |
| 20/10/2012                                         | Calgary  | 1000m (1)       | Vladimir Grigorev                                                       | Olivier Jean                                                                   | John Robert Celski                                                                   |
| 20/10/2012                                         | Calgary  | 1500m           | Noh Jin-kyu                                                             | Kwak Yoon-gy                                                                   | Charles Hamelin                                                                      |
| 21/10/2012                                         | Calgary  | 500m            | John Robert Celski                                                      | Vladimir Grigorev                                                              | Charles Hamelin                                                                      |
| 21/10/2012                                         | Calgary  | 1000m (2)       | Viktor An                                                               | Michael Gilday                                                                 | Kwak Yoon-gy                                                                         |
| 21/10/2012                                         | Calgary  | 5000m aflossing | Zuid-Korea Kim Byeong-jun Kwak Yoon-gy Noh Jin-kyu Sin Da-woon          | Rusland Viktor An Vladimir Grigorev Semjon Jelistratov Vjatsjetslav Koerginian | Canada Michael Gilday Charles Hamelin François Hamelin Olivier Jean                  |
| 27/10/2012                                         | Montreal | 500m (1)        | Liang Wenhao                                                            | Charles Hamelin                                                                | Olivier Jean                                                                         |
| 27/10/2012                                         | Montreal | 1500m           | Noh Jin-kyu                                                             | John Robert Celski                                                             | Semjon Jelistratov                                                                   |
| 28/10/2012                                         | Montreal | 500m (2)        | Guillaume Bastille                                                      | Michael Gilday                                                                 | Liam McFarlane                                                                       |
| 28/10/2012                                         | Montreal | 1000m           | Kwak Yoon-gy                                                            | Charles Hamelin                                                                | Noh Jin-kyu                                                                          |
| 28/10/2012                                         | Montreal | 5000m aflossing | Zuid-Korea Kim Byeong-jun Kwak Yoon-gy Noh Jin-kyu Sin Da-woon          | China Chen Dequan Han Tianyu Liang Wenhao Yu Yongjun                           | Verenigde Staten John Robert Celski Chris Creveling Travis Jayner John-Henry Krueger |
| 01/12/2012                                         | Nagoya   | 1000m           | Viktor An                                                               | John Robert Celski                                                             | Noh Jin-kyu                                                                          |
| 01/12/2012                                         | Nagoya   | 1500m (1)       | Kim Byeong-jun                                                          | Sin Da-woon                                                                    | Charles Hamelin                                                                      |
| 02/12/2012                                         | Nagoya   | 500m            | Robert Seifert                                                          | Charles Hamelin                                                                | Travis Jayner                                                                        |
| 02/12/2012                                         | Nagoya   | 1500m (2)       | Noh Jin-kyu                                                             | Sin Da-woon                                                                    | Sjinkie Knegt                                                                        |
| 02/12/2012                                         | Nagoya   | 5000m aflossing | Zuid-Korea Kwak Yoon-gy Lee Han-bin Noh Jin-kyu Sin Da-woon             | Nederland Daan Breeuwsma Niels Kerstholt Sjinkie Knegt Freek van der Wart      | China Chen Dequan Han Tianyu Liang Wenhao Wu Dajing                                  |
| 08/12/2012                                         | Shanghai | 1000m (1)       | Kwak Yoon-gy                                                            | Liang Wenhao                                                                   | Niels Kerstholt                                                                      |
| 08/12/2012                                         | Shanghai | 1500m           | Viktor An                                                               | Noh Jin-kyu                                                                    | Guillaume Bastille                                                                   |
| 09/12/2012                                         | Shanghai | 500m            | Charles Hamelin                                                         | Vladimir Grigorev                                                              | Wu Dajing                                                                            |
| 09/12/2012                                         | Shanghai | 1000m (2)       | Kwak Yoon-gy                                                            | Viktor An                                                                      | Noh Jin-kyu                                                                          |
| 09/12/2012                                         | Shanghai | 5000m aflossing | Zuid-Korea Kim Byeong-jun Kwak Yoon-gy Noh Jin-kyu Sin Da-woon          | Nederland Daan Breeuwsma Niels Kerstholt Sjinkie Knegt Freek van der Wart      | Canada Guillaume Bastille Michael Gilday Charles Hamelin François Hamelin            |
| Europese kampioenschappen shorttrack 2013 in Malmö |          |                 |                                                                         |                                                                                |                                                                                      |
| 02/02/2013                                         | Sotsji   | 500m (1)        | Charles Hamelin                                                         | Wu Dajing                                                                      | Vladimir Grigorev                                                                    |
| 02/02/2013                                         | Sotsji   | 1500m           | Noh Jin-kyu                                                             | Kim Yun-jae                                                                    | Kwak Yoon-gy                                                                         |
| 03/02/2013                                         | Sotsji   | 500m (2)        | Wu Dajing                                                               | Yu Jiyang                                                                      | Vladimir Grigorev                                                                    |
| 03/02/2013                                         | Sotsji   | 1000m           | Charles Hamelin                                                         | Semjon Jelistratov                                                             | John Robert Celski                                                                   |
| 03/02/2013                                         | Sotsji   | 5000m aflossing | Rusland Viktor An Vladimir Grigorev Semjon Jelistratov Jevgenij Kozulin | Nederland Daan Breeuwsma Niels Kerstholt Sjinkie Knegt Freek van der Wart      | China Han Tianyu Liang Wenhao Wu Dajing Yu Yongjun                                   |
| 09/02/2013                                         | Dresden  | 1000m           | Liang Wenhao                                                            | Charle Cournoyer                                                               | Viktor An                                                                            |
| 09/02/2013                                         | Dresden  | 1500m (1)       | Sin Da-woon                                                             | John Robert Celski                                                             | Guillaume Bastille                                                                   |
| 10/02/2013                                         | Dresden  | 500m            | Liang Wenhao                                                            | Wu Dajing                                                                      | Niels Kerstholt                                                                      |
| 10/02/2013                                         | Dresden  | 1500m (2)       | Noh Jin-kyu                                                             | Kim Yun-jae                                                                    | Viktor An                                                                            |
| 10/02/2013                                         | Dresden  | 5000m aflossing | Zuid-Korea                                                              | Nederland                                                                      | Rusland                                                                              |
| Wereldkampioenschappen shorttrack 2013 in Debrecen |          |                 |                                                                         |                                                                                |                                                                                      |

### Eindstanden
| #      | Naam            | Punten |
| ------ | --------------- | ------ |
| Goud   | Charles Hamelin | 4400   |
| Zilver | Wu Dajing       | 3650   |
| Brons  | Liang Wenhao    | 2731   |

| #      | Naam         | Punten |
| ------ | ------------ | ------ |
| Goud   | Kwak Yoon-gy | 4023   |
| Zilver | Viktor An    | 3812   |
| Brons  | Noh Jin-kyu  | 3456   |

| #      | Naam        | Punten |
| ------ | ----------- | ------ |
| Goud   | Noh Jin-kyu | 5800   |
| Zilver | Viktor An   | 3336   |
| Brons  | Sin Da-woon | 2928   |

| #      | Land       | Punten |
| ------ | ---------- | ------ |
| Goud   | Zuid-Korea | 4000   |
| Zilver | Nederland  | 3200   |
| Brons  | Rusland    | 2952   |

## Vrouwen

### Kalender
| Datum                                              | Plaats   | Onderdeel       | Eerste                                                      | Tweede                                                                    | Derde                                                                 |
| -------------------------------------------------- | -------- | --------------- | ----------------------------------------------------------- | ------------------------------------------------------------------------- | --------------------------------------------------------------------- |
| 20/10/2012                                         | Calgary  | 1000m (1)       | Lee So-youn                                                 | Elise Christie                                                            | Liu Qiuhong                                                           |
| 20/10/2012                                         | Calgary  | 1500m           | Shim Suk-hee                                                | Cho Ha-ri                                                                 | Li Jianrou                                                            |
| 21/10/2012                                         | Calgary  | 500m            | Wang Meng                                                   | Liu Qiuhong                                                               | Arianna Fontana                                                       |
| 21/10/2012                                         | Calgary  | 1000m (2)       | Shim Suk-hee                                                | Marie-Eve Drolet                                                          | Kim Min-jung                                                          |
| 21/10/2012                                         | Calgary  | 3000m aflossing | Zuid-Korea Cho Ha-ri Choi Ji-hyun Kim Min-jung Shim Suk-hee | China Fan Kexin Li Jianrou Liu Qiuhong Wang Meng                          | Japan Ayuko Ito Yui Sakai Biba Sakurai Sayuri Shimizu                 |
| 27/10/2012                                         | Montreal | 500m (1)        | Wang Meng                                                   | Jessica Gregg                                                             | Liu Qiuhong                                                           |
| 27/10/2012                                         | Montreal | 1500m           | Shim Suk-hee                                                | Cho Ha-ri                                                                 | Li Jianrou                                                            |
| 28/10/2012                                         | Montreal | 500m (2)        | Jessica Gregg                                               | Marianne St-Gelais                                                        | Caroline Truchon                                                      |
| 28/10/2012                                         | Montreal | 1000m           | Valérie Maltais                                             | Elise Christie                                                            | Cho Ha-ri                                                             |
| 28/10/2012                                         | Montreal | 3000m aflossing | China Fan Kexin Kong Xue Liu Qiuhong Wang Meng              | Canada Jessica Gregg Valérie Maltais Marianne St-Gelais Caroline Truchon  | Japan Ayuko Ito Yui Sakai Biba Sakurai Sayuri Shimizu                 |
| 01/12/2012                                         | Nagoya   | 1000m           | Elise Christie                                              | Kim Min-jung                                                              | Lee So-youn                                                           |
| 01/12/2012                                         | Nagoya   | 1500m (1)       | Shim Suk-hee                                                | Park Seung-hi                                                             | Cho Ha-ri                                                             |
| 02/12/2012                                         | Nagoya   | 500m            | Wang Meng                                                   | Liu Qiuhong                                                               | Shim Suk-hee                                                          |
| 02/12/2012                                         | Nagoya   | 1500m (2)       | Lee So-youn                                                 | Elise Christie                                                            | Kong Xue                                                              |
| 02/12/2012                                         | Nagoya   | 3000m aflossing | China Fan Kexin Kong Xue Liu Qiuhong Wang Meng              | Zuid-Korea Cho Ha-ri Kim Min-jung Park Seung-hi Shim Suk-hee              | Japan Ayuko Ito Yui Sakai Biba Sakurai Sayuri Shimizu                 |
| 08/12/2012                                         | Shanghai | 1000m (1)       | Park Seung-hi                                               | Wang Meng                                                                 | Elise Christie                                                        |
| 08/12/2012                                         | Shanghai | 1500m           | Shim Suk-hee                                                | Li Jianrou                                                                | Cho Ha-ri                                                             |
| 09/12/2012                                         | Shanghai | 500m            | Wang Meng                                                   | Fan Kexin                                                                 | Marianne St-Gelais                                                    |
| 09/12/2012                                         | Shanghai | 1000m (2)       | Shim Suk-hee                                                | Li Jianrou                                                                | Kim Min-jung                                                          |
| 09/12/2012                                         | Shanghai | 3000m aflossing | China Fan Kexin Kong Xue Li Jianrou Wang Meng               | Japan Ayuko Ito Yui Sakai Biba Sakurai Sayuri Shimizu                     | Italië Arianna Fontana Cecilia Maffei Martina Valcepina Elena Viviani |
| Europese kampioenschappen shorttrack 2013 in Malmö |          |                 |                                                             |                                                                           |                                                                       |
| 02/02/2013                                         | Sotsji   | 500m (1)        | Wang Meng                                                   | Arianna Fontana                                                           | Liu Qiuhong                                                           |
| 02/02/2013                                         | Sotsji   | 1500m           | Shim Suk-hee                                                | Li Jianrou                                                                | Elise Christie                                                        |
| 03/02/2013                                         | Sotsji   | 500m (2)        | Fan Kexin                                                   | Arianna Fontana                                                           | Gabrielle Waddell                                                     |
| 03/02/2013                                         | Sotsji   | 1000m           | Park Seung-hi                                               | Elise Christie                                                            | Shim Suk-hee                                                          |
| 03/02/2013                                         | Sotsji   | 3000m aflossing | China Fan Kexin Li Jianrou Liu Quihong Wang Meng            | Canada Marie-Eve Drolet Jessica Hewitt Valérie Maltais Marianne St-Gelais | Italië Arianna Fontana Cecilia Maffei Martina Valcepina Elena Viviani |
| 09/02/2013                                         | Dresden  | 1000m           | Shim Suk-hee                                                | Lee So-yeon                                                               | Park Seung-hi                                                         |
| 09/02/2013                                         | Dresden  | 1500m (1)       | Elise Christie                                              | Kim Min-jung                                                              | Marie-Eve Drolet                                                      |
| 10/02/2013                                         | Dresden  | 500m            | Wang Meng                                                   | Marianne St-Gelais                                                        | Liu Qiuhong                                                           |
| 10/02/2013                                         | Dresden  | 1500m (2)       | Shim Suk-hee                                                | Kim Min-jung                                                              | Li Jianrou                                                            |
| 10/02/2013                                         | Dresden  | 3000m aflossing | Nederland                                                   | Canada                                                                    | China                                                                 |
| Wereldkampioenschappen shorttrack 2013 in Debrecen |          |                 |                                                             |                                                                           |                                                                       |

### Eindstanden
| #      | Naam        | Punten |
| ------ | ----------- | ------ |
| Goud   | Wang Meng   | 6000   |
| Zilver | Liu Quihong | 3730   |
| Brons  | Fan Kexin   | 3562   |

| #      | Naam           | Punten |
| ------ | -------------- | ------ |
| Goud   | Elise Christie | 4552   |
| Zilver | Shim Suk-hee   | 3640   |
| Brons  | Park Seung-hi  | 2640   |

| #      | Naam         | Punten |
| ------ | ------------ | ------ |
| Goud   | Shim Suk-hee | 6000   |
| Zilver | Liu Jianrou  | 3548   |
| Brons  | Kim Min-jung | 3136   |

| #      | Land       | Punten |
| ------ | ---------- | ------ |
| Goud   | China      | 4000   |
| Zilver | Canada     | 2992   |
| Brons  | Zuid-Korea | 2824   |